# バダインジャラン砂漠
バダインジャラン砂漠（バダインジャランさばく、モンゴル語: ᠪᠠᠳᠠᠢ
ᠶᠢᠨ
ᠵᠢᠷᠠᠨ
ᠴᠥᠯ Бадайн жаран цөл、中国語：巴丹吉林砂漠）は、中華人民共和国内モンゴル自治区南西部のアルシャー盟から甘粛省にかけて広がる砂漠。ゴビ砂漠の南方に位置し、面積は4万5千平方キロメートルと中国で3番目に大きい砂漠。バタジリン砂漠、バタンジャリン砂漠などとも言う。
砂漠のなかには多数の砂丘湖があり、その数は144である。湖のほとんどは塩水湖で、色彩も豊富である。砂漠には豊富な植物と夜行性の動物が生息しており、湖には蠕虫類、軟体類、甲殻類、魚類が生息している。
砂丘の最も高い地点である必魯図沙峰の標高は約1609.6mで、砂峰としては世界で最も高い。
アルシャー盟境内のバダインジャラン砂漠はトングリ砂漠と居延海砂漠と共に「アルシャー砂漠ユネスコ世界ジオパーク」に指定される。
ほとんどは無人地帯だが、ラクダ、ヤギ、ロバ、ヒツジを放牧する数少ない牧畜民およびその家族が住んでいる。

## 世界遺産
2024年の第46回世界遺産委員会で登録された。中国語名は「巴丹吉林沙漠——沙山湖泊群」。

### 登録基準
この世界遺産は世界遺産登録基準のうち、以下の条件を満たし、登録された（以下の基準は世界遺産センター公表の登録基準からの翻訳、引用である）。
- (7) ひときわすぐれた自然美及び美的な重要性をもつ最高の自然現象または地域を含むもの。
- (8) 地球の歴史上の主要な段階を示す顕著な見本であるもの。これには生物の記録、地形の発達における重要な地学的進行過程、重要な地形的特性、自然地理的特性などが含まれる。